# Bellis microcephala
Bellis microcephala é uma espécie de planta com flor pertencente à família Asteraceae. 
A autoridade científica da espécie é Lange, tendo sido publicada em Vidensk. Meddel. Naturhist. Foren. Kjøbenhavn (1861) 66.

## Portugal
Trata-se de uma espécie presente no território português, nomeadamente em Portugal Continental.
Em termos de naturalidade é nativa da região atrás indicada.

## Protecção
Não se encontra protegida por legislação portuguesa ou da Comunidade Europeia.